# Alexander Sims
Alexander Sims (Londres, 15 de março de 1988) é um automobilista britânico. Ele foi o vencedor do McLaren Autosport BRDC Award de 2008, premiação destinada aos promissores jovens pilotos britânicos.

## Carreira

### Fórmula E
Em maio de 2017, Sims esteve presente no ePrix de Mônaco como opção para substituir Robin Frijns. No final daquele mês, ele foi anunciado como piloto de desenvolvimento da MS Amlin Andretti para a temporada de 2017–18 da Fórmula E.
Em setembro de 2018, foi anunciado que Sims havia sido contratado pela equipe BMW i Andretti Motorsport para a disputa da temporada de 2018–19, ao lado de António Félix da Costa. Na corrida final da temporada no ePrix de Nova Iorque de 2019, ele marcou a pole position e o primeiro pódio de sua carreira na Fórmula E, terminando a corrida em segundo. Sims permaneceu na equipe para a disputa da temporada de 2019–20.
Em 19 de agosto de 2020, foi anunciado a contratação de Sims pela equipe Mahindra Racing para a disputa da temporada de 2020–21. Ele permaneceu na equipe Mahindra para a disputa da temporada de 2021–22.